# ジャン・ラフィット

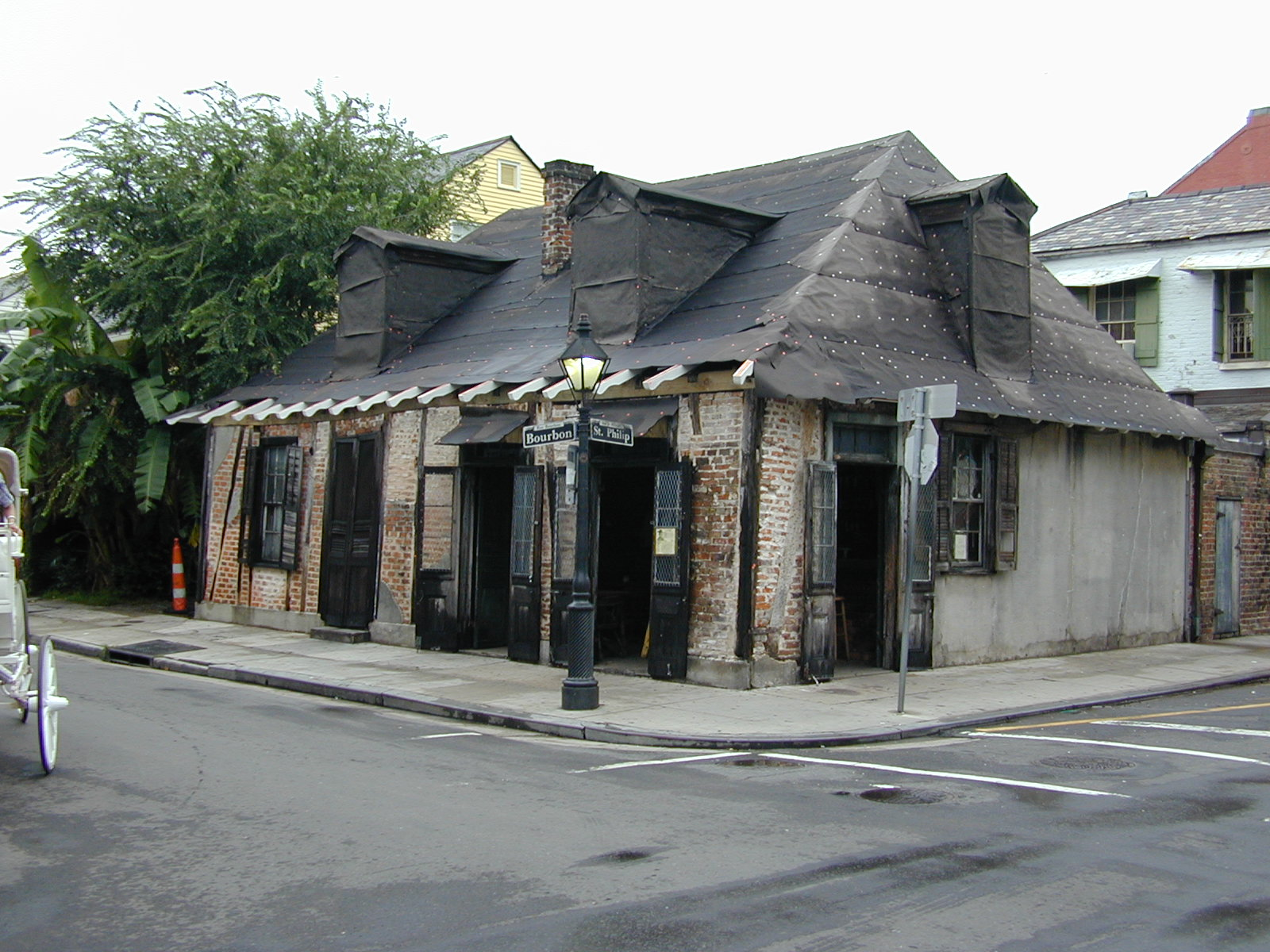
ラフィット鍛冶屋、フレンチ・クオーター

ジャン・ラフィット（仏: Jean Lafitte または Jean Laffite、1782年9月15日 - 1826年?） は、19世紀初期にメキシコ湾で活動した海賊。フランス・ボルドー生まれ。

## 家族
- 父：Antoine Laffite、ロープ職人、フランス人
- 母：Guillemette Chataigne、スペイン人、バスク自治州ビスカヤ県ビルバオの南Orduna 生まれ

- 長兄 ピエール・ラフィット 1772年4月12日、ボルドー生まれ
- 次兄 アレクサンドレ・ラフィット 1774年5月6日、ボルドー生まれ
- 三男 ジャン・ラフィット、1782年9月15日、ボルドー生まれ

「ラフィット」の家族名はフランス南西部で一般的な名前。「フィット」fitte は古英語で歌を意味する

## 経歴
いつアメリカに移住したのかははっきりと分かっていないが、ジャンとピエールの兄弟は1803年のルイジアナ買収時にはニューオーリンズの Cabildo（フレンチ・クオーターの歴史的建物、1795年にスペイン人の総督の住居として建てられ、ルイジアナ買収の調印が行われた建物。現在はルイジアナ州立博物館となっている。） に居て、ピエールはフレンチ・クオーターのロイヤル通りとデュメイン通りの角に家を買い商売を営んでいた。
ジャンは1803年のルイジアナ買収後、ニューオーリンズ近くのバラタリア に "王国" を設立、米英戦争のニューオーリンズの戦いにおいて、1000人以上の兵士をアンドリュー・ジャクソン側（アメリカ側）に出して Edward Pakenham率いるイギリス軍と闘った。
功績を評価され、その後フレンチ・クオーターのフィリップ通りとバーボン通りの角に ラフィット鍛冶屋（Lafitte's Blacksmith Shop）という名の居酒屋を開いた。この建物は1772年より前に建造され、フレンチクオーターに残る数少ないオリジナルのフランス建築である。
1817年頃、ガルベストン (テキサス州)沖のガルベストン島に「王国」を設立し「メゾン・ルージュ」（Maison Rouge）と名付けた屋敷に住み、上階に大砲をガルベストン湾に向けて設置して砦にした。
1820年頃、フランス植民者のマデリーンと結婚した。
ジェームズ・ロング総督はラフィットをスペインからのテキサスの独立の為に雇用しようとしたが、ラフィットは中立を保った。
1820年にテキサスは独立したが、ラフィットは島に留まる。続けられていた海賊行為によるアメリカ商船への被害の為、1821年5月に立ち退きを強制され、多くの仲間、宝物、酒などと共に、居住地を燃やしてガリベストンを去った。
彼は島に宝物を埋めたとされるが見つかっていない。現在島に残っているのはメゾン・ルージュの基礎部分のみである。
1820年秋、長兄ピエールはユカタン半島北部で死亡。
1822年2月、キューバの Puerto Principe（今のCamagüey）で脱獄。1823年にホンジュラス湾で海戦をしたとも云われるが定かではない。
ジャンは1826年ユカタン半島に上陸したハリケーンで死んだとも、家族と共に生活した後、1840年代にセントルイスで亡くなったとも言われるが、定かではない。
1958年にはユル・ブリンナーがラフィット役を務めた映画が公開されている。

### ジャン・ラフィットの生涯
- ジャン・ラフィット: ニューオリンズの紳士海賊 — full-length book at CrimeLibrary.Com
- Lafitte, the Louisiana Pirate and Patriot — biography in the Louisiana Historical Quarterly

- Jean Lafitte Chapter from Yoakum's History of Texas, 1855
- Searching for the Real Jean Lafitte
- The Legacy of Jean Lafitte in southwest Louisiana

### その他
- Laffite Society